# Виды, близкие к уязвимому положению
Бли́зкие к уязви́мому положе́нию (англ. Near Threatened, NT) — одна из категорий Международного союза охраны природы (МСОП, IUCN) в соответствии с версией 3.1. До 2001 года эта категория вместе с видами, нуждающимися в охране (англ. Conservation Depend), рассматривались как подгруппы группы категорий низкого риска. Этот статус предоставляется видам или нижним таксонам, которые могут рассматриваться как находящиеся под опасностью исчезновения в ближайшем будущем, хотя в настоящее время они не претендуют на статус уязвимых. МСОП отмечает необходимость пересмотра статуса таксонов, близких к уязвимому положению, часто или через определённые промежутки времени.
Рациональное использование критериев для таксонов, близких к уязвимому положению, включает критерии уязвимых видов, которые являются вероятными или близкими, такие как сокращение численности или распространения.
По состоянию на 15 февраля 2011 года, Красный список Международного союза охраны природы включал 4002 (2763 животных и 1239 растений) видов, подвидов, вариаций и локальных популяций, близких к уязвимому положению.